# Robert Boyd
Robert Boyd (ur. 11 lutego 1948 w San Francisco) – amerykański antropolog.

## Życiorys
W 1975 r. uzyskał tytuł doktora ekologii na Uniwersytecie Kalifornijskim w Davis.
Jako profesor związany z Uniwersytetem Kalifornijskim w Los Angeles.

## Wybrane publikacje
- Culture and the Evolutionary Process (razem z Peterem Richersonem, 1985)[2]
- Not by Genes Alone: How Culture Transformed Human Evolution (razem z Peterem Richersonem, 2005)[3]